# توباز
توباز أو الياقوت الأصفر قوامه سيليكات الفلورين والألمنيوم. تصنع منه المجوهرات الفاخرة كما تصنع منه المواد المقاومة للحرارة والصهر.
التوباز حجرٌ نفيس يتكون من الألومنيوم والسليكون، والأكسجين والفلور. وألوانه مُختلفة، منها اللون الذهبي المائل إلى اللون البرتقالي الغامق، والأصفر، والبُنِّي المائل إلى الصفرة، والوردي، والأحمر، ودرجات مختلفة من اللون الأزرق. ويظهر هذا الحجر أحيانًا عديم اللون، ويُتخذ التوباز كالجوهرة النفيسة بين الحلي أو المجوهرات، وتصل درجة صلابة التوباز في جدول المعادن إلى ثمان. ومع أن التوباز يخدش الكوارتز (المرو) إلا أنه لا يستطيع خدش الياقوت، الذي لا يفوقه في الصلابة سوى الألماس. انظر: الصلابة؛ الياقوت.
ويُعتبر التوباز الذي يتيمز بلونه الذهبي المائل إلى اللون البرتقالي والمعروف بالتوباز الإمبراطوري أثمن أنواع التوباز. وأرخص أنواع التوباز، وأكثرها وفرة، التوباز عديم اللون، والأزرق الباهت. ويُمكن التحكم في تغميق لون التوباز عن طريق تقنيات مختلفة، منها تعريضه للحرارة والتعريض للإشعاع. فعلى سبيل المثال: يُمكن تحويل بعض أنواع التوباز البني إلى اللون الوردي عن طريق تعريضه للحرارة. وتحويل حجر التوباز الأزرق الباهت إلى لون أزرق غامق يتم عن طريق تعريضه للحرارة والإشعاع معًا.
ويُمكن العثور على التوباز في عدد كبير من مناطق العالم، وخاصة في البرازيل وروسيا وناميبيا ونيجيريا والباكستان وأستراليا، ويُنْتَج أفضل أنواع التوباز الإمبراطوري في البرازيل وقد وجد بعض التوباز البلوري الذي بلغت زنته مئات الكيلوجرامات. ويُعد امتلاك الأحجار التوبازية الجميلة والكبيرة من المفاخر التي يُجاهر بها العديد من المتاحف.
وَيُبَاع المرو الأصفر والبني ـ أحيانًا ـ بديلاً للتوباز. ويتم إنتاج المرو عن طريق تعريض حجر الجمشت الأرجواني للحرارة. كما يُبَاع التوباز الأزرق كتقليد للزمرد الأخضر. ويُتَّخَذ التوباز رمزًا لشهر نوفمبر.

## معرض صور

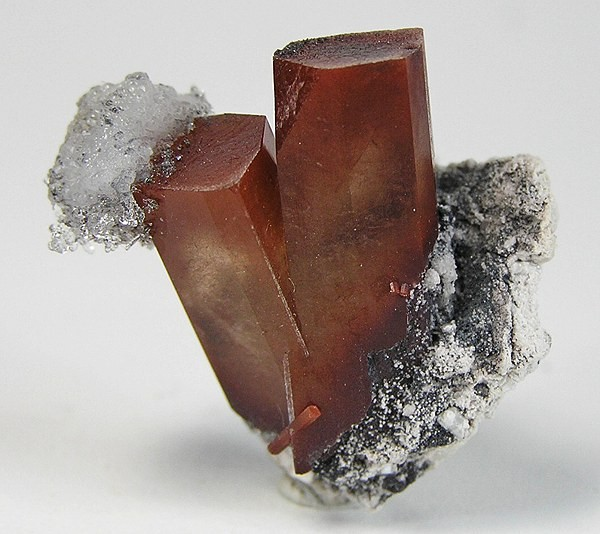
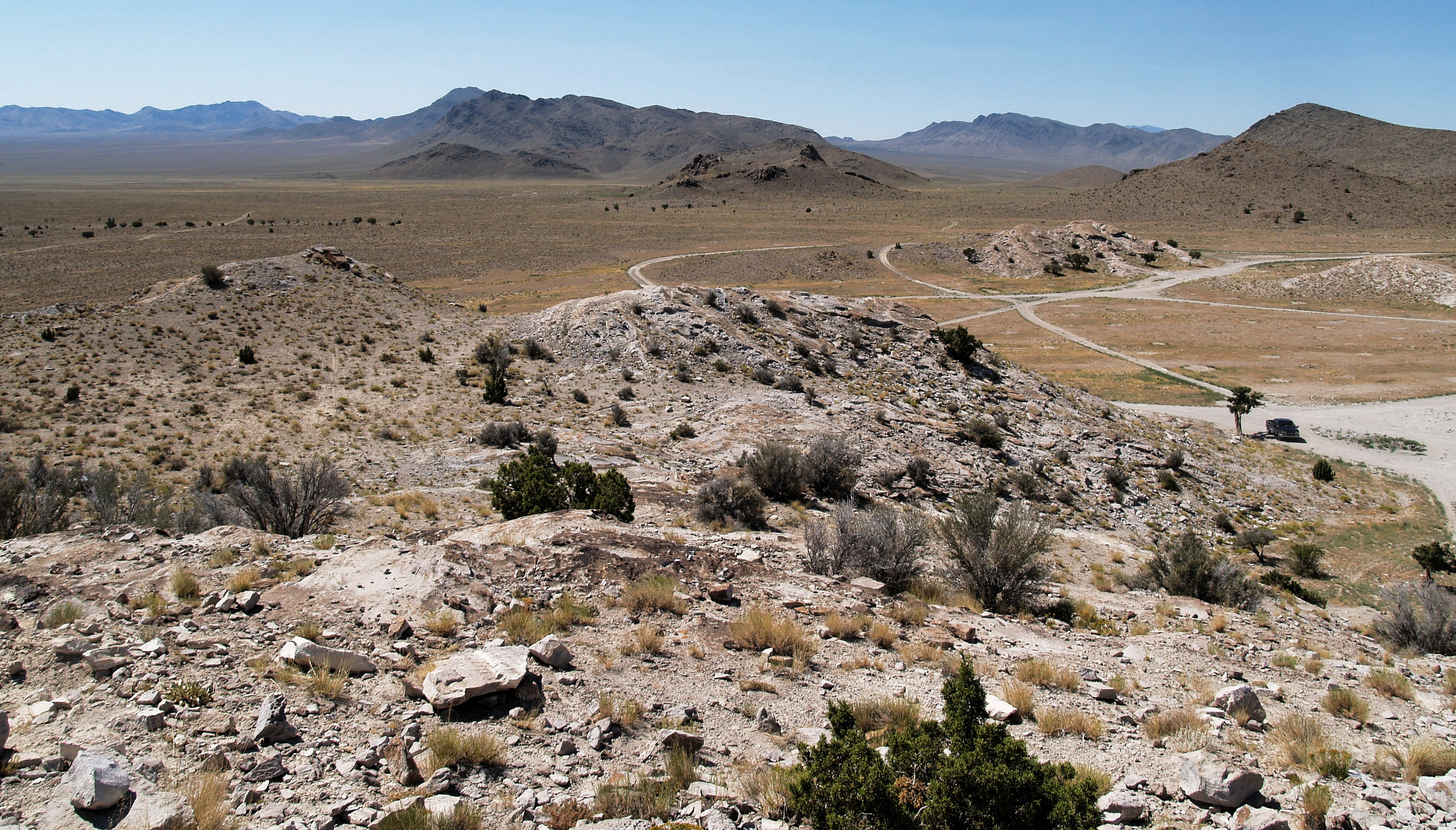
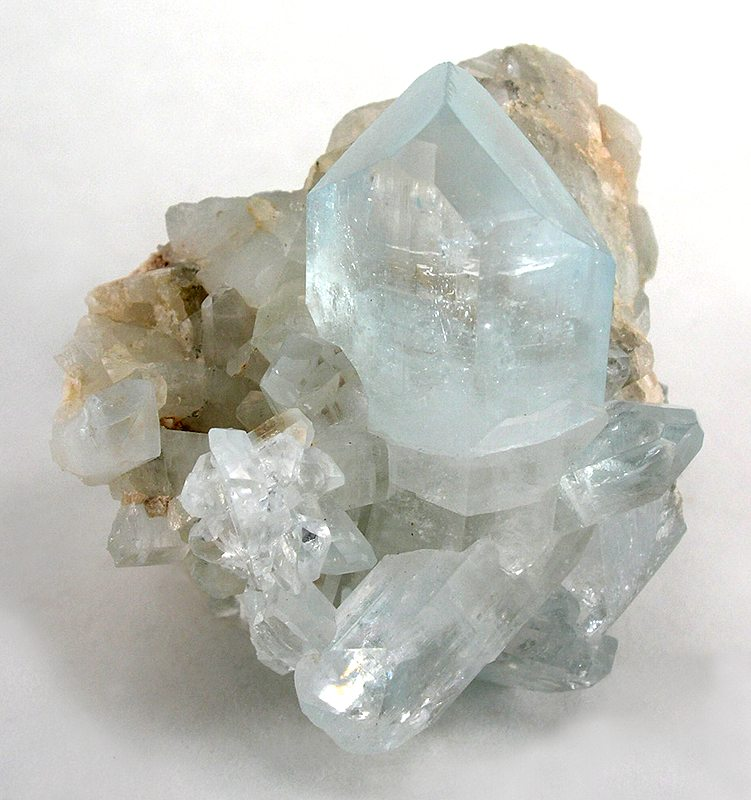
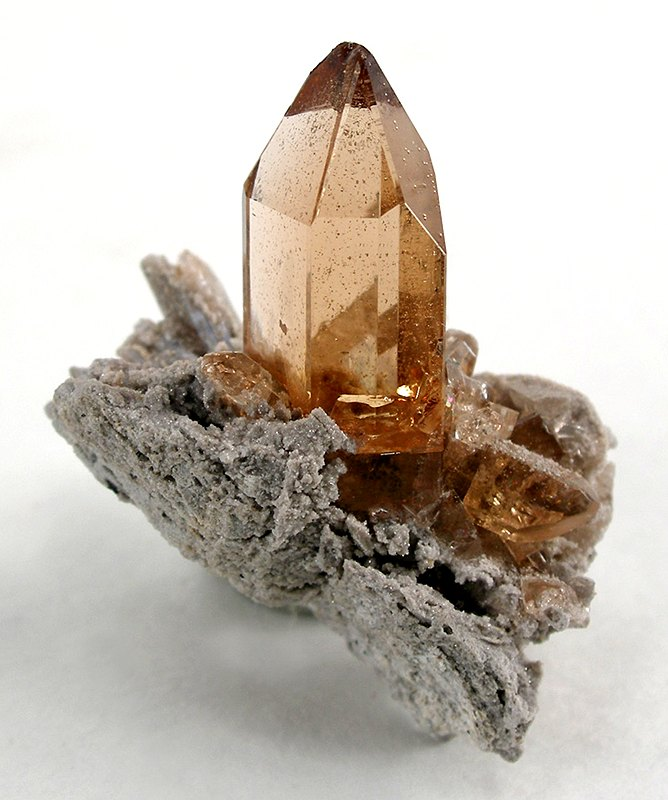